# Hygropoda longimana
Hygropoda longimana là một loài nhện trong họ Pisauridae.
Loài này thuộc chi Hygropoda. Hygropoda longimana được miêu tả năm 1869 bởi Stoliczka.